# Plansee SE
Koordinaten: 47° 29′ 39,4″ N, 10° 44′ 26,2″ O
Die Plansee SE ist eine Europäische Gesellschaft mit Sitz in Reutte in Österreich und ist eine hundertprozentige Tochtergesellschaft der Plansee Group. Das privat geführte Unternehmen wurde 1921 von Paul Schwarzkopf gegründet und ist ein Hersteller von pulvermetallurgisch hergestellten Hochleistungswerkstoffen (HLW) aus hochschmelzenden Metallen wie Molybdän, Wolfram, Tantal, Niob und Chrom und deren Legierungen. Anwendungsgebiete sind die Elektronik-, Automobil- und Lichtindustrie, Medizin- und Beschichtungstechnik, Energieübertragung und -verteilung sowie der Anlagen- und Ofenbau.

## Standorte

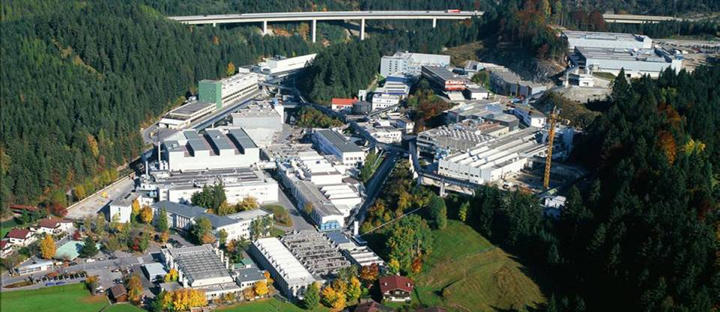
Hauptsitz der Plansee SE in Reutte, Österreich

Die Plansee SE unterhält Standorte in 28 Ländern, davon sind 12 auch Produktionsstandorte, die sich in Österreich, Deutschland, der Schweiz, Japan, den USA, Frankreich, Indien, Südkorea, China und Bulgarien befinden.

## Firmengeschichte

### Von der Gründung bis zur Enteignung
Die Plansee SE wurde am 24. Juni 1921 als Metallwerk Plansee Ges.m.b.H. durch den aus Prag stammenden jüdischen Chemiker Paul Schwarzkopf und dessen Geschäftspartner Richard Kurtz in Reutte gegründet. Das Unternehmen hatte anfangs 15 Mitarbeiter. Schwarzkopf hatte bereits 1911 beim italienischen Leuchtmittelhersteller Lampada Zeta ein Verfahren zur Herstellung für Wolframdrähte entwickelt und unmittelbar vor dem Ersten Weltkrieg ein Unternehmen für die Wolframdrahtherstellung in Berlin gegründet, das 1914 rund 400 Mitarbeiter hatte. Auch Plansee stellte zunächst Wolframdrähte her. Der Standort in Reutte hatte sich dafür wegen der geringen Kosten für elektrische Energie als besonders günstig erwiesen. Auf die Wolframdrähte folgten 1923 Drähte aus Molybdän und ab Ende der 1920er-Jahre auch die Herstellung des Hartmetalls Titanit. 1928 wurden die Geschäftsanteile der Plansee Ges.m.b.H. an die niederländische Holdinggesellschaft Naamlooze Vennootschap Molybdenum Company – Maatschappij tot verkoop en vervaardiging van Molybdeenproducten (N.V.M.C.) übertragen, die dadurch zur Alleingesellschafterin wurde. Schwarzkopf hielt zunächst 98 %, später 100 % der Aktien der N.V.M.C. 1930 stellte Plansee den Chemiker Richard Kieffer ein, der zwischen 1932 und 1934 Leiter der Hartmetallabteilung wurde und an der Entwicklung der Pulvermetallurgie mitwirkte. Dadurch, dass die Metallwerke Plansee Ges.m.b.H. rund 400 Arbeitsplätze in Reutte schuf, genoss sie ein hohes Ansehen in der Bevölkerung und ihre jüdischen Mitarbeiter blieben bis Anfang 1938 trotz dem Aufkommen des Nationalsozialismus vor antisemitischen Angriffen verschont.

### Zeit des Nationalsozialismus bis zur Restitution
Kurz nach der Annexion Österreichs durch den NS-Staat versuchte Schwarzkopf das Unternehmen am 15. März 1938 mit Hilfe von Richard Hamburger an die Julius Pintsch AG zu verkaufen. Der Verkauf wurde durch die Nationalsozialisten verhindert, die Schwarzkopfs Vermögen durch sogenannte „Arisierung“ enteigneten. Heinz Gehm, Vorstand der Deutsche Edelstahlwerke AG, ließ sich am 29. April 1938 als Geschäftsführer ins Handelsregister eintragen, woraufhin am 21. Mai 1938 der Verkauf an die Deutsche Edelstahlwerke AG für einen Kaufpreis von 120.000 Schilling erzwungen wurde. Der Enteignungsprozess war im Juni 1939 endgültig abgeschlossen. In der Zeit der Naziherrschaft wurde Plansee von Richard Kieffer geleitet. Nach Ende des Zweiten Weltkrieges besetzten französische Truppen das Plansee-Werk in der Absicht, es als Reparationsleistung zu demontieren. Richard Kieffer konnte die Demontage abwenden, dennoch gelangte Plansee-Technologie zum französischen Unternehmen Ugicarb. Paul Schwarzkopf, der dem Holocaust durch Flucht in die USA entgangen war, kehrte 1947 nach Reutte zurück. Er erhielt die Metallwerke Plansee Ges.m.b.H. erst 1952 nach einer mehrjährigen juristischen Auseinandersetzung mit der Deutsche Edelstahlwerke AG und der Republik Österreich im Rahmen einer Restitution zurück.

### Nach der Restitution
1952 rief Paul Schwarzkopf das Plansee-Seminar ins Leben, eine vierjährlich stattfindende Tagung über Materialwissenschaft und Werkstofftechnik. Sie wurde bis in die 1980er-Jahre hinein vom Werkstofftechniker F. Benezowski organisiert und zuletzt zum 20. Mal zwischen Ende Mai und Anfang Juni 2022 in Reutte veranstaltet. Der zugehörige Tagungsband Plansee Proceedings wurde zwischen 1969 und 1981 vom Springer-Verlag veröffentlicht.
1958 trat der damals 27-jährige Walter Schwarzkopf, Sohn des Firmengründers, in die Unternehmensleitung ein. Richard Kieffer wurde 1960 zum Honorarprofessor der Universität Wien ernannt und schied im selben Jahr aus der Metallwerke Plansee Ges.m.b.H. aus; 1964 wurde er ordentlicher Hochschulprofessor an der damaligen TH Wien.
Firmengründer Paul Schwarzkopf starb am 27. Dezember 1970 in Innsbruck.

### Expansion ab den 1970er-Jahren
Nach Walter Schwarzkopfs Tod 1978 übernahm dessen Witwe Hilde Schwarzkopf die Unternehmensführung. Unter ihrer Führung begann die Plansee Ges.m.b.H., mehrere ausländische Vertriebsgesellschaften zu gründen. Sie entstanden in Japan (1978), Deutschland (1979), Großbritannien (1980), Frankreich (1981), der Schweiz (1987), den Niederlanden (1992), Indien (1995), Taiwan (2001), Schweden (2002), Brasilien (2002), Hongkong, China und Südkorea (2004) sowie in Italien und Mexiko (2007).
1987 Übernahm Plansee die Elektro-Metall AG (heute PLANSEE Powertech AG) in Seon in der Schweiz. Im Folgejahr beschäftigte die Plansee Ges.m.b.H. 3000 Mitarbeiter. Von 1996 bis 2017 leitete Michael Schwarzkopf, Sohn von Walter Schwarzkopf, das Unternehmen. Anschließend wechselte er in den Aufsichtsrat.

### 21. Jahrhundert
2003 erfolgte die Übernahme der POLESE Company, Inc. in San Diego, USA (später in Plansee Thermal Management Solutions umbenannt und 2012 veräußert). Die Umsatzerlöse betrugen in diesem Jahr 528 Mio. EUR. 2006 wurde Plansee in eine SE umgewandelt.
2007 wurde die E/G Electrograph Inc. mit Sitz in San Diego, USA übernommen. Die letzten Übernahmen erfolgten 2010 mit der Wolfra-Tech Pvt. Ltd. in Mysore, Indien und 2011 mit der TCB Korea Co., Ltd. in Südkorea. Zwischen 2014 und 2016 errichtete die Plansee SE ein weiteres südkoreanisches Werk in Gyeonggi-do.
Ab 2017 begann Plansee, seinen Standort Reutte zu modernisieren. Dazu wurden 2017 eine neue Produktionslinie für Medizinprodukte und 2019 eine neue Sinterei eröffnet. Im März 2020 weihte Plansee eine neue Produktionsanlage mit 5000 m² Fläche in Esashi, Japan ein.
Am 21. Juni 2021 feierte das Unternehmen sein 100-jähriges Bestehen. 
Plansee USA mit Sitz in Franklin, MA, hat im Jahr 2022 ein Schulungszentrums mit Schwerpunkt CNC-Fertigung eröffnet. Im November 2022 übernahm Plansee das US-Unternehmen Mi-Tech Tungsten Metals in Indianapolis, USA.
Der Firmengründer Paul Schwarzkopf war am 21. Juni 1921 das erste Mal nach Reutte gekommen.

## Produkte

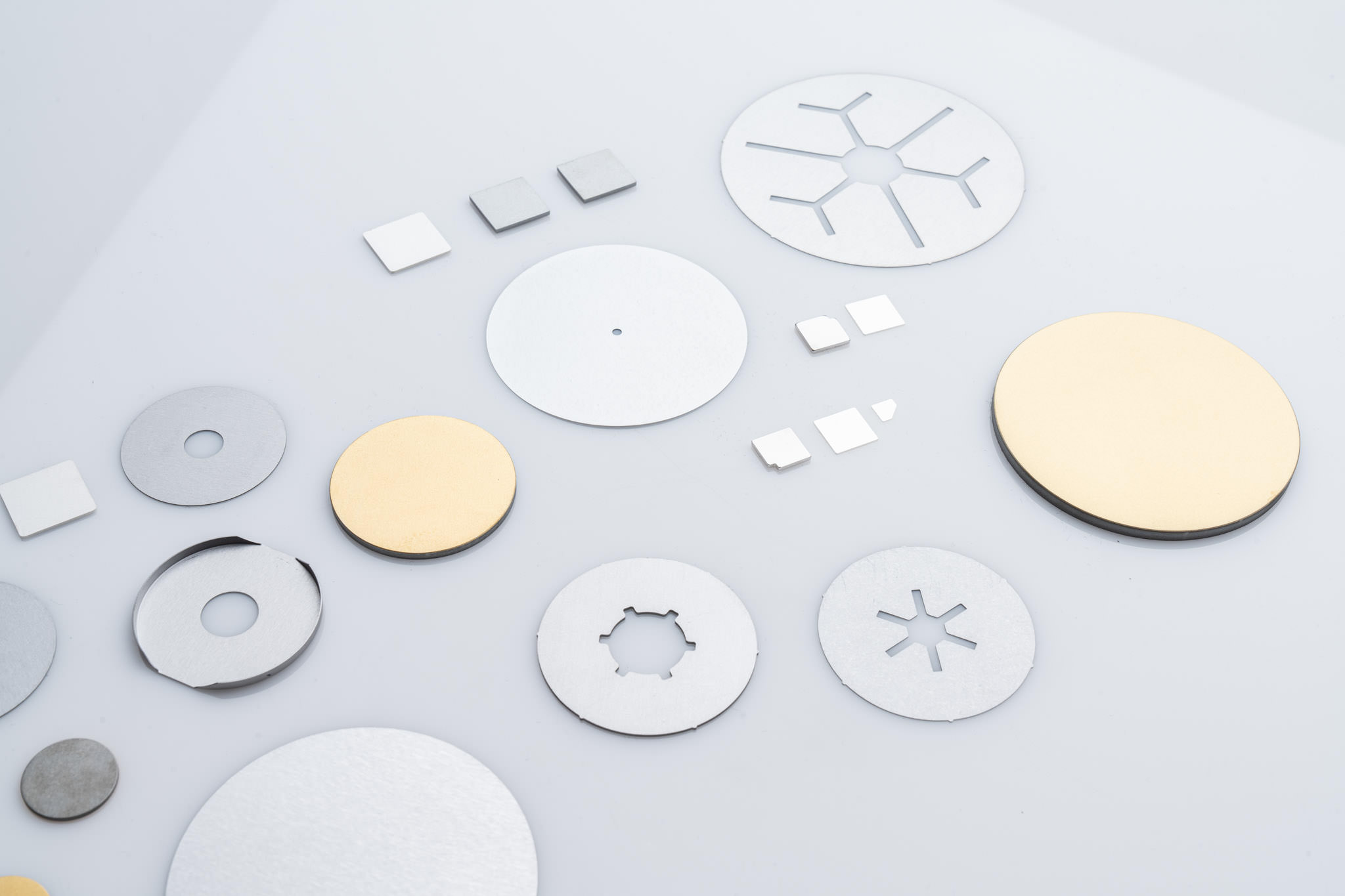
Halbleiterbasisplatten

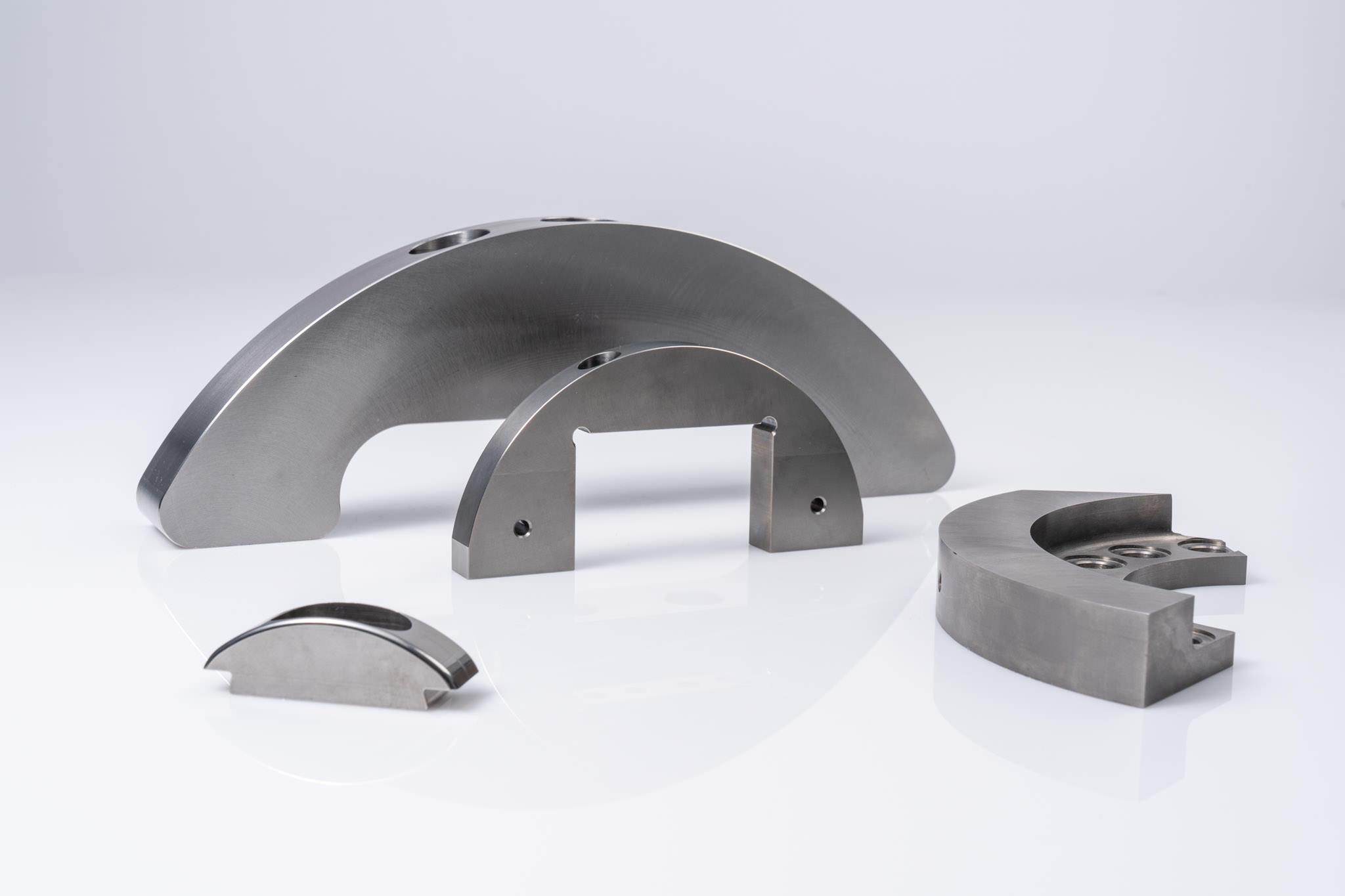
Ausgleichsgewichte aus Densimet

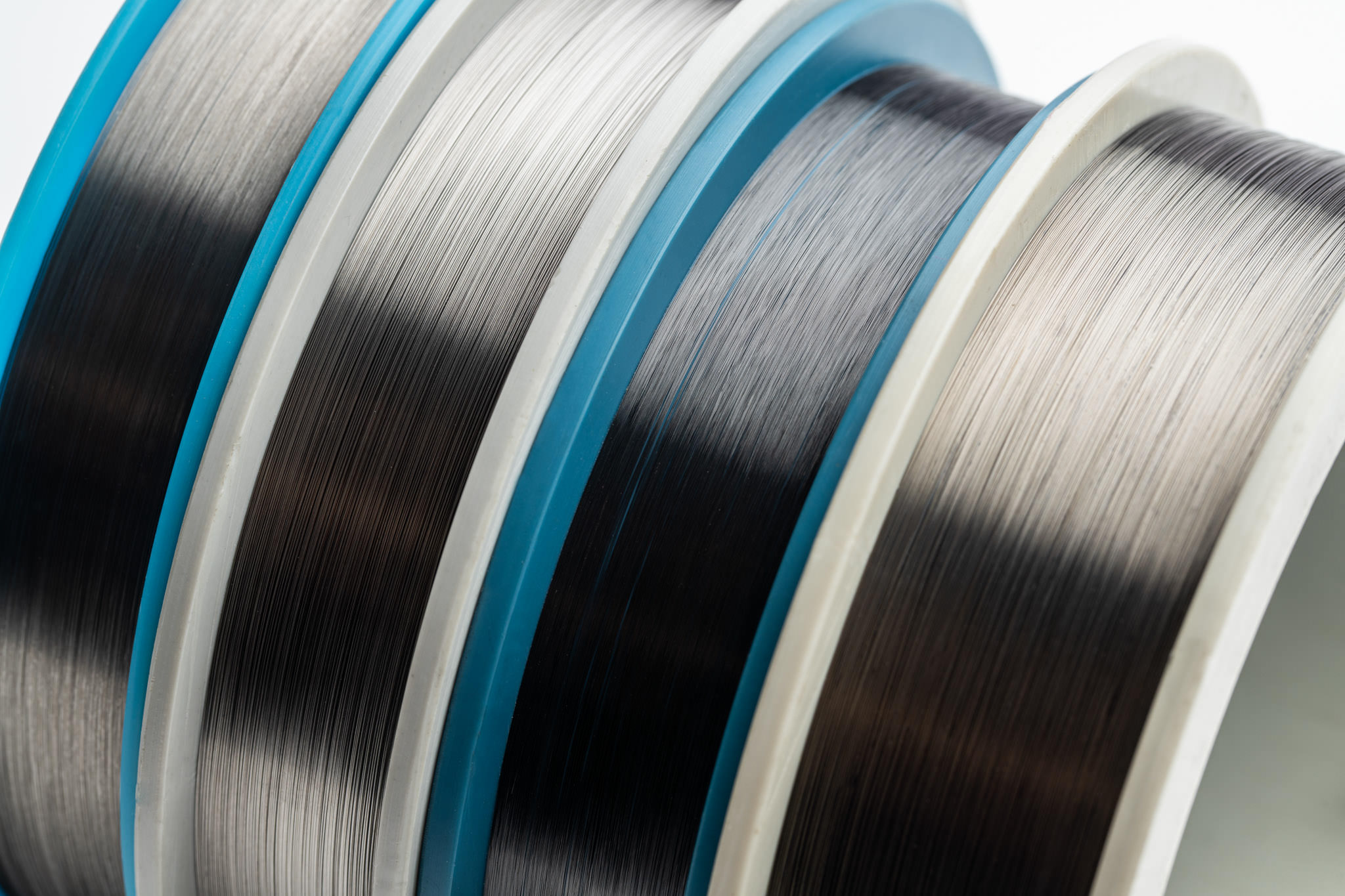
Drähte für die Lichtindustrie

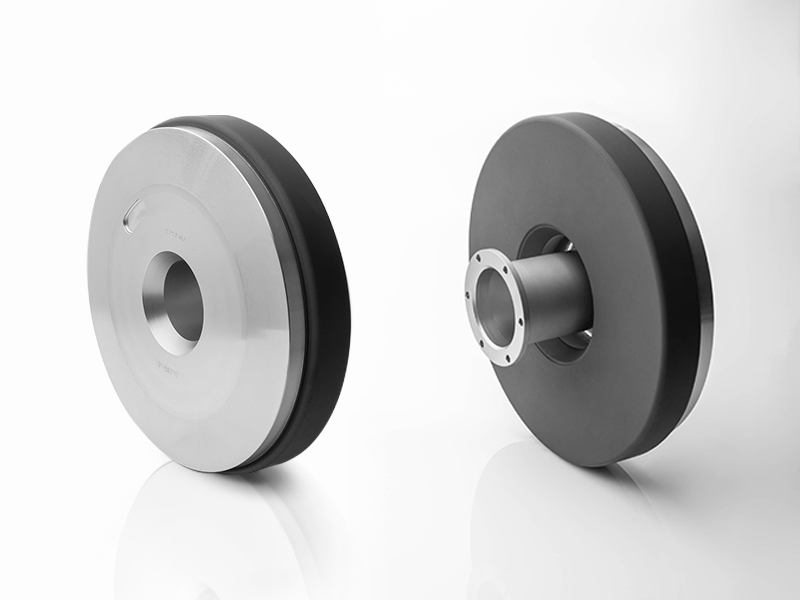
Drehanoden für Röntgenkomponenten

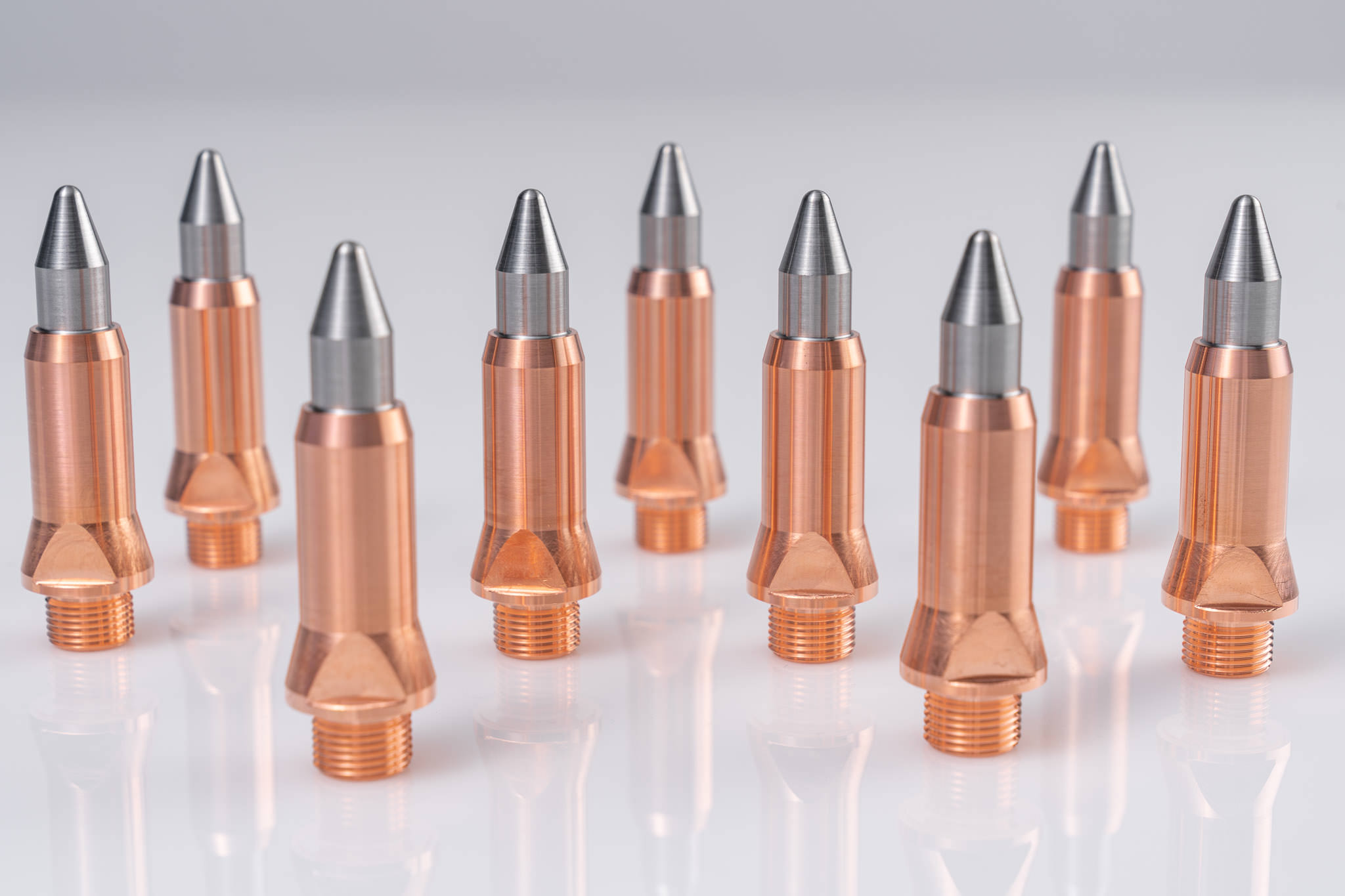
Elektroden für das Plasmaspritzen

### Werkstoffe
Plansee verarbeitet Refraktärmetalle wie Molybdän, Wolfram, Tantal, Niob und Chrom, deren Legierungen und daraus hergestellte Verbundwerkstoffe wie Metallmatrix-Verbundwerkstoffe (MMC) auf Basis von Wolfram (Wolfram-Schwermetalle, Wolframkupferverbunde, Wolframsilberverbunde) sowie Sinterlegierungen, Kupferchrom, Chromaluminium, Titanaluminium, Wolframkarbidsilber und Wolframkarbidkupfer. Die Metalle werden aus Pulvern pulvermetallurgisch unter hohem Druck zu Formkörpern gepresst und anschließend gesintert. Anwendungsgebiete sind die Licht- und Elektronikindustrie, Medizin- und Beschichtungstechnik, die Energieübertragung und -verteilung sowie der Anlagen- und Ofenbau.
Plansee stellte bereits in den 1960er-Jahren Anoden für Röntgenröhren, Drahtheizkörper für Öfen, Strahlenschutzschirme und Raketendüsen aus Molybdän her. Wolfram wird in ähnlichen Anwendungen wie Molybdän verwendet, hat jedoch einen noch höheren Schmelzpunkt und eine noch höhere Warmfestigkeit. Plansee stellte daraus Produkte wie Formstücke, Glühschiffchen, Drehanoden, Heizelemente für Öfen Raketendüsen und Spezialkühlkörper her.

### Übersicht
Produkte für die Elektronik-Industrie
- Komponenten für die Epitaxieverfahren MBE und MOCVD und Ionenimplantation
- Halbleiterbasisplatten für die Leistungselektronik
- Komponenten für EUV-Lithografie

Produkte für die Automobilindustrie
- Ausgleichsgewichte für Antriebssysteme
- Elektroden für das Plasmaspritzen und Widerstandsschweißen
- Wolframfeindraht für Scheibenheizungen

Produkte für die Medizintechnik
- Dreh- und Stehanoden für Röntgenanwendungen
- Rotoren und Komponenten für Röntgenröhren
- Kollimatoren für Detektoren
- Medizinischer Feindraht für Elektrochirurgie und Chirurgieroboter
- Kollimatoren und Abschirmungen aus Wolfram-Schwermetalllegierungen für die Strahlentherapie

Produkte für die Beschichtungstechnik
- Sputter-Targets (Beschichtungswerkstoffe) für Elektronik-, Solar- und Hartstoffbeschichtungen
- Wendeln und Schiffchen für PVD-Verfahren und das Widerstandsbedampfen[48]
- Molybdän-Spritzdraht für das Flamm- und Lichtbogenspritzen
- Düsen und Elektroden für das Plasmaspritzen

Produkte für die Lichttechnik
- Wolframdraht für Glühwendel
- Wolframelektroden für Entladungslampen
- Bänder, Drähte und Stifte für Halogen- und Entladungslampen
- Abblendkappen für H4-Lampen

Produkte für die Energieübertragung und -verteilung
- Schaltkontaktsysteme und -komponenten aus Wolfram-Kupfer, Kupfer-Chrom und Wolframkarbid-Silber und Wolframkarbid-Kupfer

Produkte für die Thermoprozesstechnik (Ofenbau)
- Komponenten für Hochtemperaturöfen der Glas- und Stahlverarbeitung
- Heizeinsätze, Heizleiter, HIP-Zylinder
- Wanneneinbauten, Tiegel, Glasschmelzelektroden für die Glasproduktion

Produkte für den Anlagenbau
- Kühleinsätze für den Aluminiumguss
- Schwingungsdämpfende Werkzeughalter
- Erodierelektroden für das Funkenerodieren